# Associação de Voleibol da Zâmbia
A Associação de Voleibol da Zâmbia  (em inglêsː Zambia Volleyball Association,ZVA) é  uma organização fundada em 1970 que governa a pratica de voleibol em Zâmbia, sendo membro da Federação Internacional de Voleibol e da Confederação Africana de Voleibol, a entidade é responsável por  organizar  os campeonatos nacionais de  voleibol masculino e feminino no país.